# V (série télévisée)
Cet article concerne la série originale. Pour le remake, voir V (série télévisée, 2009).
Pour les articles homonymes, voir V.
V est un ensemble de séries télévisées américaines de science-fiction, constitué d'une première minisérie V du même titre en deux parties de 100 minutes environ, d'une seconde minisérie intitulée V, la Bataille finale (V : The Final Battle) en trois épisodes de 90 minutes, ainsi que d'une saison de 19 épisodes de 48 minutes, souvent nommée V : La série (V : The Series).
La minisérie originelle (V : The Original Miniseries) a été créée, écrite et réalisée par Kenneth Johnson et diffusée les 2 et 3 mai 1983 sur le réseau NBC. Sa suite directe, La Bataille finale (filmée après le retrait de Kenneth Johnson du projet), a été diffusée du 6 au 8 mai 1984. À l'origine, La Bataille finale devait – comme son nom l'indique – mettre un terme à l'histoire de V. Devant le succès rencontré par cette suite, une série hebdomadaire fut alors commandée.
En Belgique et au Luxembourg, les miniséries ont été diffusées pour la première fois en dix épisodes à partir du 23 janvier 1985 sur RTL Télévision. V : The Series fut diffusée, à la rentrée de septembre 1985 toujours sur RTL Télévision.
En France, les miniséries ont été diffusées sous leur format original à partir du 9 septembre 1985 en prime time sur Antenne 2. Puis la série de 45 minutes dès le 6 juin 1987 toujours sur Antenne 2. Les miniséries seules ont été rediffusées à partir du 25 novembre 1989 sur La Cinq, puis l'ensemble des séries à nouveau du 18 mai 1991 au 28 septembre 1991 sur La Cinq. Rediffusion des mini-séries à partir du 28 août 1993 sur M6 et de V : The Series à partir du 7 février 1994 toujours sur M6 ou encore aussi dans La Saga des séries. Puis en 2008 sur NRJ 12. Rediffusion en 2024 des mini-séries sur Paris Première.
Au Québec, la série a été diffusée à partir du 28 octobre 1985 sur le réseau TVA.

## Historique et allégorie
La mini-série d'origine a fait ses débuts aux États-Unis sur NBC, le 1er mai 1983. Kenneth Johnson, le créateur de la série a déclaré que l'histoire a été inspirée par le roman It Can't Happen Here (« Ça ne peut pas arriver ici ») écrit en 1935 par Sinclair Lewis. En outre, plusieurs scènes du pilote d'origine ressemblent à la pièce de théâtre Grand-peur et misère du IIIe Reich de Bertolt Brecht. De plus, la nouvelle de Damon Knight Comment servir l'homme (To Serve Man), précédemment adaptée dans un épisode de La Quatrième dimension, possède un thème similaire : des extra-terrestres faussement amicaux qui élèvent secrètement les humains pour en faire de la nourriture.
Dans les bonus du DVD de la mini-série, Johnson révèle que V a été initialement conçue comme un simple thriller politique, retraçant la montée d'un mouvement fasciste aux États-Unis. NBC — quant à elle — était intéressée par une série de science-fiction, afin de capitaliser sur le succès de films tels que le Star Wars.
L'histoire est donc une allégorie des évènements de la Seconde Guerre mondiale. On notera l'utilisation par les Visiteurs d'un emblème présentant de fortes ressemblances avec la croix gammée des nazis tandis que le titre de la série lui-même est calqué directement sur la campagne des V de 1941. Les Visiteurs possèdent aussi des jeunesses semblables aux jeunesses hitlériennes, et la propagande télévisuelle des Visiteurs rappelle la propagande des nazis. L'interaction humaine avec les Visiteurs peut être comparée avec les évènements de la Seconde Guerre mondiale dans le sens où certains individus avaient choisi de collaborer tandis que d'autres avaient choisi de s'opposer à ce régime mis en place.
Les nazis ont persécuté principalement des Juifs, les Visiteurs quant à eux persécutent les scientifiques, leurs familles et tous ceux qui s'associent avec eux afin de cacher leur identité (les scientifiques étant potentiellement les plus aptes à découvrir leur véritable nature biologique). L'évidence du parallèle est telle que quelques personnages introduits par Kenneth Johnson sont d'origine juive (dont un grand-père survivant de l'Holocauste). Les Visiteurs instaurent la loi martiale afin de contrôler les scientifiques, de manière similaire à ce qu'avaient fait les nazis en Allemagne. Des analogies sont notables entre Diana, chef scientifique des Visiteurs, et le docteur Josef Mengele.
Plus tard dans la série, le journal télévisé du réseau de la Résistance rapporte l'union des populations blanches et noires d'Afrique du Sud afin de lutter contre les Visiteurs. En effet, la série a été réalisée en 1984 alors que l'Afrique du Sud était toujours sous le régime de l'Apartheid. Lors de la diffusion à la télévision de V en Afrique du Sud, des dizaines de V rouges sont apparus dès le lendemain, sur les murs de la capitale notamment.
Cette série peut aussi être vue comme une allégorie à la guerre froide : les Visiteurs, en rouge, "représentent" le camp soviétique, tandis que les terriens "représentent" le camp occidental.

## Synopsis de la première version (1983-1985)
Alors que le journaliste Mike Donovan filme des soldats en plein combat au Salvador, apparaissent d’un coup dans le ciel, et en de nombreux endroits du globe, de gigantesques ovnis (qui seront dénommés par la suite « vaisseaux-mères ») venus du système de l'étoile Alpha Canis Majoris situé à 8,6 années-lumière du système solaire. Après être entrés pour la première fois en contact par émission radio, à la suite d’un compte à rebours, ils conviennent d'un premier contact direct avec le secrétaire général de l’ONU. Ces extraterrestres semblent avoir forme humaine et déclarent être venus en paix, s’installant peu à peu au milieu de la population. Ils déclarent vouloir partager leurs connaissances en échange de produits chimiques terrestres censés régler leurs problèmes environnementaux sur la planète de leur système stellaire (« bien plus graves » que les nôtres). Mais leurs véritables intentions sont tout autres…
En effet, les visiteurs pompent en secret toute l’eau de la Terre. De plus, ce sont des « lézards » (que l’on peut aussi nommer « reptiliens » ou reptiles humanoïdes) qui considèrent les humains comme de la nourriture. Aussi veulent-ils remplir leur garde-manger de millions de terriens (entre autres). Peu à peu une organisation secrète de résistants, avec en tête Mike Donovan et le Dr Julie Parrish, aidée par des soldats visiteurs rebelles (« la Cinquième colonne »), s’organise pour un combat de titans. Combat qui est loin d’être gagné car Diana, officier de haut rang dans l’armée des envahisseurs, veut à tout prix soumettre totalement l’humanité.

## Épisodes

### Symbolique graphique
La lettre V correspond à l'initiale de Victoire (Victory en anglais). C'est le lien avec le V rouge que dessinent les Terriens et le signe de la main bien connu avec deux doigts en forme de V effectué par certains personnages. Ces deux symboles évoquent la victoire des Terriens sur l'emprise des extra-terrestres et deviennent symboles de ralliement à la cause résistante.

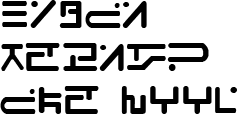
Exemple de l'alphabet des « Visiteurs ».
Emblème des Visiteurs.

## Projet de long-métrage cinématographique (2008-2009)
Le synopsis n'a pas été précisé. Cette suite ou adaptation de la première minisérie au cinéma aurait été réalisée par Kenneth Johnson, le créateur original de la série. Les mêmes acteurs principaux auraient repris leurs rôles respectifs : Marc Singer, Faye Grant, Jane Badler et Robert Englund notamment.
S'il s'agit d'une suite, le film aurait été probablement inspiré du roman V: La Seconde Génération : il n'aurait pas pris place après l'épisode Le Retour de la série, ni même après La Bataille finale mais directement à la suite de la minisérie originelle.
Kenneth Johnson tient régulièrement au courant de l'évolution du projet, par le biais d'une rubrique sur son site officiel.

## Reboot de 2009
V est le nom du reboot de la minisérie du même nom des années 1980 diffusé depuis le 3 novembre 2009 sur le réseau ABC. Les quatre premiers épisodes de la série ont été diffusés en 2009, puis la diffusion a été mise en pause jusqu'en mars 2010 où la diffusion a repris pour les 8 épisodes restants de la première saison. La saison 1 s'est achevée le 18 mai 2010. La saison 2 est diffusée à partir du mardi 4 janvier 2011 à 21 h aux États-Unis.
Le 14 mai 2011, ABC annonce que la série ne reviendra pas pour une troisième saison.
La série est adaptée plus ou moins librement de l'œuvre originale de Kenneth Johnson et est produite par Scott Peters, créateur de la série Les 4400.
La version française de la série a été diffusée en Belgique d'abord sur BeTV et depuis le 26 septembre 2010 sur La Deux. En Suisse elle est diffusée depuis le 25 novembre 2010 sur TSR2 et en France sur TF1 depuis le 1er décembre 2010 puis dès le 7 janvier 2012 sur NT1 et à partir du 10 novembre 2013 sur HD1. Au Québec, la chaîne V la diffuse depuis le 4 février 2011.

### Synopsis du reboot de 2009
2009, le monde se réveille alors que vingt-neuf gigantesques vaisseaux survolent les plus grandes villes. Les extraterrestres et leur leader Anna déclarent venir en paix, mais certaines personnes ne leur font pas confiance. L'agent spécial du FBI Erica Evans travaillant à New York découvre que les aliens ont infiltré depuis longtemps les gouvernements et sociétés, afin de prendre le contrôle de la planète. Erica rejoint un mouvement de résistance, dans lequel est présent Ryan, lui-même alien mais souhaitant sauver l'humanité. De son côté, Tyler, le fils d'Erica, est séduit par Lisa, une extraterrestre.

### Historique du reboot de 2009
Le créateur de la série Les 4400, Scott Peters, a été chargé de l’écriture, de l’adaptation, et assure également la production avec la Warner Bros de ce remake. La diffusion a commencé le 3 novembre 2009 aux États-Unis et le 1er décembre 2010 en France.
Morena Baccarin joue le rôle d'Anna, le leader des Visiteurs.
Jane Badler, Diana dans l'ancienne série, est présente dans le casting de la saison 2 dès l'épisode 1. Elle y joue la mère d'Anna. De même, on voit Marc Singer apparaître dans le dernier épisode de la saison 2, dans le rôle de Lars Tremont, qui est membre d’une organisation top secrète composée de chefs militaires et de personnalités politiques du monde entier qui suspectent depuis longtemps les V de ne pas être venus en paix.

## Produits dérivés

### DVD
- Aux États-Unis, l'intégrale de V existe déjà depuis plusieurs années en DVD (version originale avec présence de sous-titres français).
- En France, un premier DVD est sorti en 2006 sous le titre « V - La série culte originale » : il contenait les deux épisodes de la première mini-série, chacun sur une face du DVD ; en bonus, une bande annonce d'époque et un commentaire audio (non sous-titré) du premier épisode.
- Un coffret de trois DVD édité par Aquarelle et distribué par Columbia TriStar sort le 23 janvier 2008. Il réunit les deux miniséries V & V : La Bataille finale.
- Parallèlement, la série de 19 épisodes paraît en Belgique en janvier 2008 dans un coffret unique de 5 DVD, mais d'une collection différente. Les avis de consommateurs s'accordent pour dire que les copies de cette édition belge présentent une qualité d'image plutôt médiocre. De plus, le coffret présente une erreur et indique la présence de 3 DVD seulement. Il s'agit en fait de trois « boitiers » présents dans le coffret (les deux premiers contiennent deux DVD chacun, le dernier un seul).
- La sortie de la série dans la collection d'Aquarelle s'est faite en deux coffrets séparés : les épisodes un à dix sortent le 6 mai 2008, et les épisodes onze à dix-neuf le 10 septembre de la même année. Les épisodes sont dans une qualité similaire à celle de l'édition belge (aucune restauration n'ayant jamais été effectuée par les ayants droit — la Warner Bros — pour la série hebdomadaire). Aquarelle a également commercialisé une édition intégrale de la série comprenant les trois coffrets dans un boîtier en carton blanc.

### Roman
- V: La Seconde Génération, écrit par Kenneth Johnson en personne, reprend la trame de la première minisérie en ignorant les évènements de la série hebdomadaire, ainsi que ceux de La Bataille finale. L'intrigue prend place après 24 ans d'occupation continue de la Terre par les Visiteurs. Une résistance exsangue, pratiquement exterminée, reçoit l'aide inattendue des Zedti, une race d'insectes humanoïdes se déclarant les ennemis jurés des Visiteurs (il s'agit d'une race évoquée dans V, et à laquelle Julie Parrish envoie une transmission dans l'espace à la fin de la 2e partie).

### Audiodrama
- Le 23 décembre 2024, Big Finish Productions, société connue principalement pour ses aventures audios dérivée de la série Doctor Who, annonce une nouvelle adaptation en audiodrama, "V: UK". La série adapte l'intrigue de la mini-série d'origine mais transpose celle-ci au Royaume-Uni, à l'époque contemporaine. Le premier volume, "Visitation", sort en janvier 2025.

### Jeu vidéo
- En 1986, Ocean Software réalise un jeu vidéo d'action pour ZX Spectrum[10], Amstrad CPC et Commodore 64.